# Céilidh
Una céilidh, ceilidh, céilí (irlandés, pronunciación irlandesa: /ˈceːlʲiː/) o cèilidh (gaélico escocés, pronunciación escocesa: /ˈkʲʰeːli/), en el sentido actual de la palabra, es un festejo con danza tradicional de los pueblos gaélicos (Irlanda y Escocia), aunque hoy día también puede encontrarse en otros países con población descendiente de emigrantes irlandeses y escoceses. 

## Historia
Antaño se denominaba “céilidh” a un encuentro social de cualquier tipo, sin necesidad de que en éste tuviera lugar una danza. De hecho, muchas de estas ocasiones tenían un carácter no sólo festivo sino también literario, y además de danzar y cantar se recitaban cuentos, poemas, romances, refranes y adivinanzas. En las últimas décadas su significado ha ido cambiando y hoy “céilidh” hace referencia únicamente a la danza.

## Céilidhs modernas
Antes de que aparecieran las discotecas y los clubes nocturnos, se celebraban céilidhs en la mayoría de las ciudades y en los ayuntamientos de los pueblos los viernes o los sábados por la noche. Eran un lugar de encuentro para los jóvenes. Aunque las discotecas y los clubes nocturnos han reemplazado en gran medida a las céilidhs, éstas aún son muy populares en diversas áreas rurales de Irlanda y Escocia, especialmente en las regiones costeras del oeste donde se habla gaélico. 
Las céilidhs también se llevan a cabo, a menor escala, en bares o casas, por ejemplo en zonas rurales del interior que se encuentran aisladas, o durante festivales multitudinarios. Es frecuente que algunos clubes e instituciones como clubes deportivos, escuelas y universidades organicen céilidhs de forma regular o al menos anualmente. 
La formalidad en éstas puede variar: algunas mezclan música moderna con una banda de danzas folclóricas. En cuanto a la indumentaria, en algunas céilidhs escocesas puede ser obligatorio el uso de la vestimenta de las Highlands, con su famoso kilt. Por lo general, sin embargo, este requisito no es necesario y puede llevarse ropa informal. No es imprescindible conocer los pasos básicos de las danzas. A menudo el baile se alterna con otro tipo de números: canciones, recitales poéticos, cuentacuentos, etcétera.
Los instrumentos más habituales en la música de las céilidhs son el violín, la flauta, el tin whistle, el acordeón, el bodhrán, y en los últimos tiempos también la batería y el bajo eléctrico.
La primera banda de céilidh, tal como la conocemos hoy, se formó en Irlanda gracias a Séamus Clandillon, director musical de Radio Éireann.
La formación de danza más común en las céilidhs es el “set”. Un set consiste en una agrupación de cuatro parejas, con dos parejas situadas frente a otras dos, formando un cuadrado o un rectángulo. Cada pareja intercambia posiciones con la pareja de enfrente y también se intercambian las parejas entre sí, manteniendo los pasos al ritmo de la música en todo momento.
Sin embargo, aproximadamente la mitad de las danzas de las céilidhs escocesas modernas se llevan a cabo en parejas, que bailan alrededor de la sala formando un círculo. Las parejas pueden ser fijas o, para hacer de la danza un encuentro más sociable, la mujer puede ir cambiando de pareja, pasando al siguiente hombre dentro del círculo al final de cada serie de pasos.
En Irlanda, entre las danzas más famosas de este género se encuentran "Siege of Ennis", "The Walls of Limerick" y "The Stack of Barley". Algunas toman su nombre de batallas históricas o algún evento importante; otras, como las tres citadas, de utensilios o acciones cotidianas de la vida rural.
El step dancing es otro estilo de baile presente en las céilidhs. Tiene raíces antiguas y es la forma más compleja de danza irlandesa, popularizada en los años 1990 gracias al conjunto Riverdance, y más tarde gracias al espectáculo Lord Of The Dance. A diferencia del set, que puede bailar cualquier persona independientemente de sus capacidades, el step dancing lo representan bailarines experimentados.
Las céilidhs se han internacionalizado gracias a las diásporas escocesa e irlandesa. Podemos encontrar competiciones de música tradicional y céilidhs en países como Canadá, Estados Unidos y Nueva Zelanda.

## Céilidhs escocesas modernas
Hoy en día, en Escocia, es muy común organizar céilidhs privadas, normalmente como entretenimiento para una boda, una fiesta de cumpleaños u otro tipo de celebración. En éstas se contrata siempre a una banda, cuyo número de componentes puede variar, pero suele estar entre dos y seis músicos. No sólo los más jóvenes pueden disfrutar de las céilidhs, ya que las danzas pueden variar en velocidad y complejidad para adaptarse a los diferentes grupos de edad y a los distintos niveles de habilidad.
También se celebran céilidhs públicas. Todas las universidades de Escocia lo hacen de forma regular. La Universidad de Edimburgo, por ejemplo, organiza más de una por semestre.
Algunas bandas intercalan las danzas de la céilidh con sesiones disco de algún DJ; de este modo, se logra atraer a más público.